# District de Tân Hiệp
Tân Hiệp est un district rural de la province de Kiên Giang dans le delta du Mékong au sud du Viêt Nam. 

## Géographie
La superficie du district de Tân Hiệp est de 416,5 km2. 
Le chef-lieu du district est Tân Hiệp.